# کالج پزشکی دانشگاه آمریکایی آنتیگوا
کالج پزشکی دانشگاه آمریکایی آنتیگوا (به انگلیسی: American University of Antigua College of Medicine)، دانشگاهی آمریکایی است که در سال ۲۰۰۴ میلادی در آنتیگوا و باربودا تأسیس شد.
دروس دانشگاهی در این دانشگاه به زبان‌های انگلیسی تدریس می‌شوند.